# 萩原兵助
萩原兵助（はぎわら へいすけ、生没年不詳）は、江戸時代前期の武士。赤穂藩浅野氏の家臣。
赤穂藩では150石取りの槍奉行であったが、萩原家は赤穂藩内でも有数の資産家であり、藩士たちに金貸しをしていたという。兵助の兄の萩原新左衛門の長女が杉野平左衛門に嫁いでおり、その間に杉野次房が生まれた。
しかし、赤穂藩取りつぶし後の元禄14年（1701年）4月、兵助と弟の萩原儀左衛門は萩原家に伝来する大砲2門を赤穂城受け取りの正使を務めた龍野藩主脇坂安照に売り飛ばした。籠城する場合は敵軍となる相手であるため、荻原の行為は売国行為として浅野家中の批判を集めた。ついには萩原を討とうという計画も生まれた。これを知った家老大石良雄は2人を自らの邸に呼び出すと赤穂から離れるよう指示し、兵助と儀右衛門は新居浜あたりへ逃走したという。また、萩原兄弟の背信を知った親族で赤穂浪士の杉野次房は恥じて萩原家と絶縁したという。
その後の消息は不明だが、討ち入り後の杉野の親類書から討ち入り後に萩原家は赤穂に戻っていることがわかる。